# The American Statistician
The American Statistician est une revue académique trimestrielle de statistiques éditée par Taylor and Francis pour la Société américaine de statistique. Elle a été fondée en 1947.